# Molenbeek (Zemst)

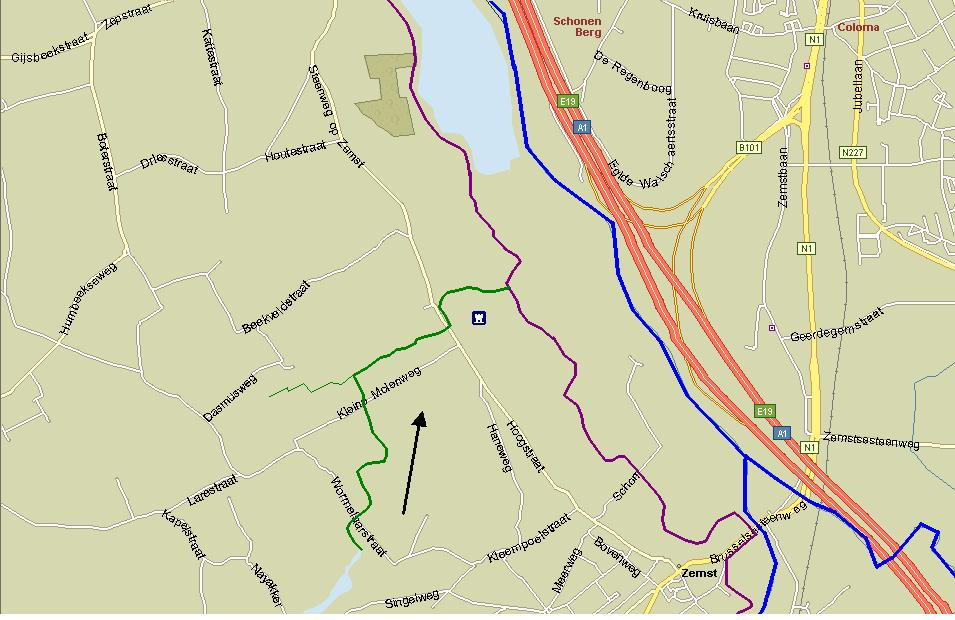
Kaart van de Molenbeek (groen). Deze mondt uit in de Leibeek (paars), en die mondt uit in de Zenne (blauw). Zwarte pijl geeft de stroomrichting aan.

De Molenbeek is een beek in Zemst in de Belgische provincie Vlaams-Brabant. De beek is genaamd naar een windmolen (de 's Gravenmolen) die ooit vlak bij de beek stond ter hoogte van de Hoogstraat.
Ze watert het water af van de grote vijver in het Dalemansbos, op een hoogte van 11 meter. Ze stroomt dan een tijdje aan de noordgrens van het bos, stroomt onderdoor de Wormelaarstraat en stroomt daarna langs de rand van het bosje schuin tegenover het Dalemansbos. Het water van dit drassige stukje bos watert ook af in de Molenbeek. Daarna gaat ze onderdoor de Kleine Molenweg en baant ze zich een weg door de velden. Ze gaat onderdoor de Hoogstraat ter hoogte van het 14e-eeuwse Kasteel van Relegem en gaat dan rondom het kasteeldomein. Enkele honderden meters verder mondt ze uit in de Leibeek, op een hoogte van 5 meter.